# St. Georg (Burgstall an der Murr)

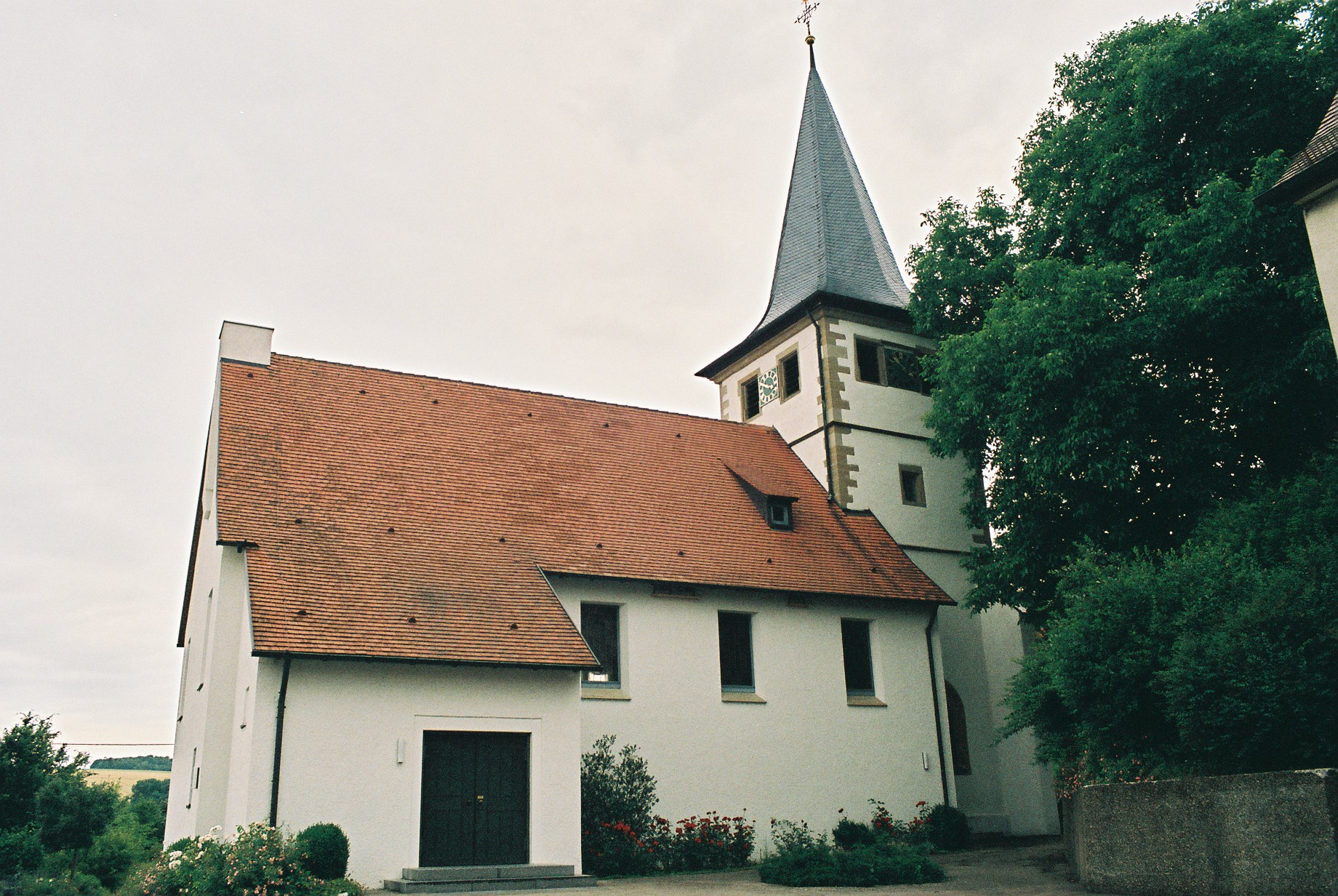
St. Georg in Burgstall

Die evangelische Kirche St. Georg steht im Ortsteil Burgstall an der Murr der Gemeinde Burgstetten im Rems-Murr-Kreis in Baden-Württemberg. Das Bauwerk ist beim Landesamt für Denkmalpflege Baden-Württemberg als Baudenkmal eingetragen. Die Kirchengemeinde gehört zum Kirchenbezirk Backnang in der Evangelischen Landeskirche in Württemberg.

## Beschreibung
Die Saalkirche besteht aus einem Langhaus, das 1962 zusammen mit der Sakristei erneuert wurde, und dem 1485 gebauten Chorturm im Osten, in dessen Innenraum im Erdgeschoss Wandmalereien vorhanden sind. Das Portal befindet sich in einem Anbau unter dem Schleppdach im Süden des Langhauses, das mit einem Satteldach bedeckt ist. Das oberste Geschoss des Chorturms beherbergt die Turmuhr und den Glockenstuhl, in dem vier Kirchenglocken hängen. Darauf sitzt ein schiefergedeckter, achtseitiger, spitzer Helm.